# Tigré
För det afrikanska språket, se tigre.

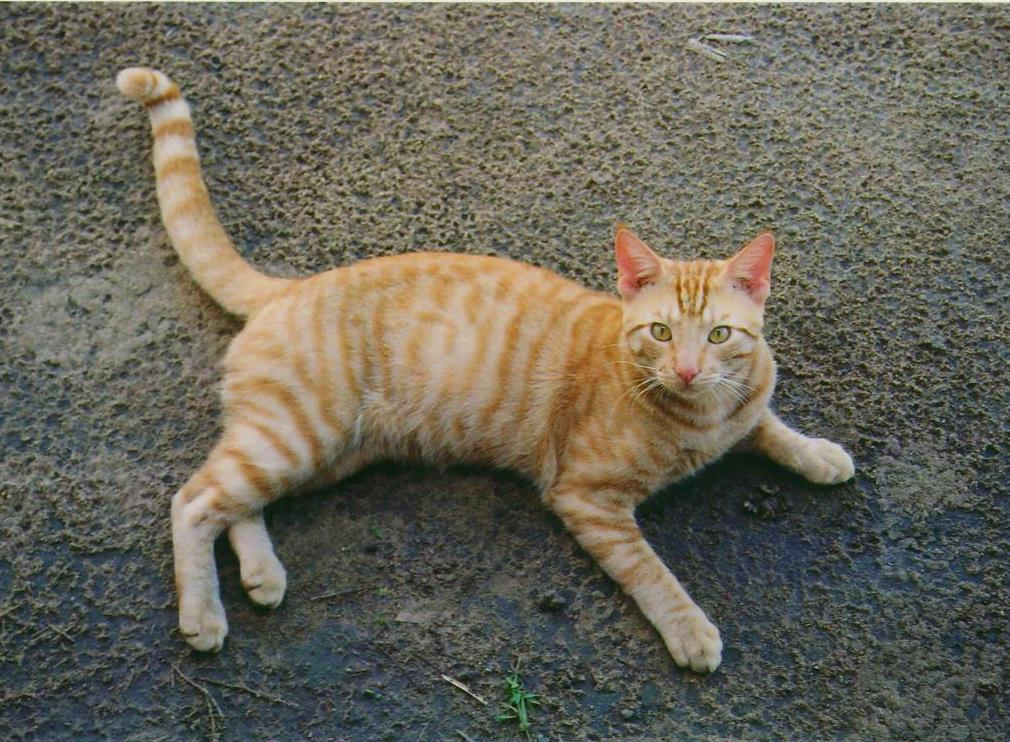
Rödtigré huskatt.

Tigré eller tigrerad är ett mönster i pälsen på en katt, bestående av ränder som påminner om en tigers. Tigré är en agoutifärg. Andra agoutifärger som förekommer på katter är tabby, spotted och tickad. På många katter är randmönstret uppbrutet i fläckar på några ställen, så att katten delvis är tigré och delvis spotted. Från ett genetiskt perspektiv är tigré dominant över tabby, men recessivt mot tickat mönster.